# 이광 (1541년)
이광(李洸, 1541년 ~ 1607년)은 조선의 문신이다. 본관은 덕수(德水). 자 사무(士武). 호 우계산인(雨溪散人)이다.

## 생애
임진왜란 당시 전라도 순찰사로 윤선각, 권율 등과 함께 8만 명의 남도근왕군(南道勤王軍)을 조직하여 왜군과 맞서 싸웠으나용인 전투에서 크게 패했다. 이 책임을 지고 벼슬에서 파직되어 백의종군을 한 뒤 벽동으로 유배되었고 1594년에 풀려나 고향으로 돌아갔다.

## 가계
- 조부 : 이행(李荇)
  - 아버지 : 이원상(李元祥)
    - 부인 : 평산 신씨, 신옥형(申玉衡)의 딸
      - 장남 : 이안지(李安止)
      - 차남 : 이안직(李安直)
      - 삼남 : 이안진(李安眞)
      - 딸 : 덕수 이씨, 남철(南澈)에게 출가

## 관련 작품

### 드라마
- 《불멸의 이순신》 (KBS1, 2004년 ~ 2005년, 배우:김동석)
- 《징비록》(KBS, 2015년, 배우:정종현)